# Adam Mirek
Adam Mirek (ur. 16 grudnia 1993 w Wysokiem Mazowieckiem) – polski popularyzator nauki i influencer.

## Życiorys
W 2017 ukończył studia na Wydziale Inżynierii Chemicznej i Procesowej Politechniki Warszawskiej. Następnie pracował krótko w Instytucie Biocybernetyki i Inżynierii Biomedycznej im. Macieja Nałęcza PAN, na którym w 2023 uzyskał stopień doktora nauk inżynieryjno-technicznych w dyscyplinie inżynieria biomedyczna, nadany na podstawie rozprawy pt. „Development of new drug delivery systems made with electrostatic and 3D bioprinting techniques”, przygotowanej pod kierunkiem Doroty Lewińskiej i Mikhaela Bechelanego.
Prowadzi konto na platformie TikTok, na którym popularyzuje naukę wśród młodszych odbiorców. Występuje również w Dzień dobry TVN, w cyklu „Jak to działa w środku ciała”. Za książkę dla dzieci pt. „Bebechy, czyli ciało człowieka pod lupą”, w której przedstawił anatomię i fizjologię człowieka, otrzymał nagrodę Bestseller Empiku 2023 w kategorii „Literatura polska dla dzieci”. Dostał także statuetkę Empiku dla twórcy internetowego roku. Za książkę pt. „Glutologia” o mikroorganizmach i chorobach otrzymał nagrodę „Bestseller Empiku” 2024.

## Książki
- 2023: Bebechy, czyli Ciało człowieka pod lupą, Znak Emotikon, ISBN 978-83-240-9315-1.
- 2024: Glutologia, Znak Emotikon, ISBN 978-83-240-9991-7.